# Erpe-Mere
Erpe-Mere este o comună neerlandofonă situată în provincia Flandra de Est, regiunea Flandra din Belgia. Comuna Erpe-Mere este formată din localitățile Aaigem, Burst, Erondegem, Erpe, Mere, Ottergem și Vlekkem. Suprafața sa totală este de 34,03 km².  La 1 ianuarie 2011 avea o populație totală de 19.412 locuitori. 